# Карповка (приток Дона)
Карповка — река в России, протекает в Калачёвском и Городищенском районах Волгоградской области. Ранее впадала в Дон, в настоящее время вдоль верхней части русла Карповки проложен Волго-Донской канал, а нижняя часть образует Карповское водохранилище, шлюзом отделённое от Цимлянского водохранилища.

## География
Карповка начинается при слиянии истоков Россошка и Червлёная, примерно в 20 км западнее Волгограда. Течёт на юго-запад параллельно Волго-Донскому каналу. На реке расположены населённые пункты Карповка, Прудбой и Мариновка. Впадает в Карповское водохранилище. Длина Карповки вместе с Карповским водохранилищем составляет 36 км.
Система водного объекта: Дон → Азовское море.

## Данные водного реестра
По данным государственного водного реестра России относится к Донскому бассейновому округу, водохозяйственный участок реки — Карповка от истока до Карповского гидроузла, речной подбассейн реки — Дон между впадением Хопра и Северского Донца. Речной бассейн реки — Дон (российская часть бассейна).
Код объекта в государственном водном реестре — 5010300712107000009512.